# Charles Pathé
Charles Pathé (Chevry-Cossigny, Sena i Marne, 26 de desembre de 1863 - Montecarlo, Mònaco, 25 de desembre de 1957) va ser un director de cinema i  productor cinematogràfic francès, conegut sobretot per contribuir de manera important a la industrialització del cinema i la seua conversió en negoci.
Era fill d'un corser de la Guàrdia Imperial de Napoleó III, que es va retirar per a obrir una salxitxeria a Chevry-Cossigny sense massa fortuna. Degut als problemes econòmics del seu pare, Charles Pathé va viure una infància difícil. Després de complir el servei militar embarcà amb un grup d'armenis rumb a Amèrica, amb l'esperança de fer fortuna. Dos anys més tard regressà a França sense haver complit les seues expectatives. Es va casar i, amb l'ajuda de la seua família, es va convertir en propietari d'un restaurant a Vincennes. L'any 1894, mentre passejava amb la seva bicicleta per la fira de Vincennes, va descobrir el fonògraf de Thomas Alva Edison. Després d'aconseguir un préstec de 700 francs, va comprar l'aparell i, junt a la seua esposa, va convertir les audicions d'aquest invent en un negoci. Degut a aquest èxit, va llogar una tenda on començà a vendre cilindres fonogràfics i kinetoscopis. Pathé es va adentrar en la producció i va començar a gravar cilindres amb un equip de cantants i músics. Per aquestos temps va conèixer a l'enginyer Henry Joly, qui li proposà crear un aparell "tomavistes". No obstant això, el prototip resultà massa car i Pathé va decidir separar-se de Joly. Tanmateix, Pathé es quedà amb tot el material, que ell mateix s'havia encarregat de finançar. El 28 de setembre de 1896, Charles i el seu germà Emile fundaren la societat Pathé Frères. Mentre que Charles es va dedicar a la part cinematogràfica, Emile es va centrar en la fonogràfica. A partir d'aquest moment, la companyia va adoptar com a logotip el famós gall, que es va exportar a partir de 1897 arreu de tot el món.

## Indústria cinematogràfica de Pathé
Un personatge fonamental de la companyia Pathé Frères va ser Ferdinand Zecca, a qui els germans Pathé posaren al capdavant dels seus estudis a Vincennes. Igual que Georges Méliès, Ferdinand Zecca procedia del món de les varietats i l'espectacle. Com que la burgesia havia deixat de banda el cinema, Zecca tenia molt clar que havia de desenvolupar formats populars per a atraure a grans quantitats de públic. Així, va assajar fórmules com comèdies galants, actualitats reconstruïdes, escenes fantàstiques, persecucions còmiques, etc. Les seves produccions són una conjugació de fantasia i realitat. Cal dir que la seva tendència al realisme va sentar les bases de futurs moviments cinematogràfics com el realisme poètic francés i el neorrealisme italià. A més, Zecca i Pathé van inventar el noticiari cinematogràfic. La majoria d'aquests noticiaris eren dramatitzacions de fets importants, donada la impossibilitat d'assitir al lloc de la notícia. Aquest gènere va gaudir d'una gran acollida per part del públic perquè, gràcies a la seua espectacularitat, tenia una gran capacitat d'impacte emocional. A més, durant la Primera Guerra Mundial es va convertir en un referent informatiu fonamental.
Durant els anys 1903 i 1909 la Pathé Frères es va convertir en l'empresa cinematogràfica més poderosa del món, arribant fins i tot a absorbir a les principals companyies de la competència, com va ocórrer amb la Star Film de Georges Méliès. Els seus laboratoris tiraven centenars o milers de còpies d'una pel·lícula. Venien fins a 80 kilòmetres de pel·lícula al dia, i Vincennes es va convertir en el proveïdor de totes les barraques cinematogràfiques del món. El creixement dels beneficis va ser molt espectacular: dels 345.000 francs l'any 1900, van passar als 24 milions l'any 1907. Molt prompte van obrir sucursals a Londres, Amsterdam, Berlín, Barcelona, Nova York, Singapur, Calcuta,... Iniciant-se d'aquesta manera les respectives indústries fílmiques a països com el Japó o l'Índia. L'any 1908 venien als Estats Units el doble que tots els productors americans junts. Aquest èxit amb l'expansió horitzontal va animar a Charles Pathé a fer un pas més: l'expansió vertical. La companyia va començar a controlar des de la fabricació de la pel·lícula verge i els aparells, fins a les sales on s'exhibien les cintes. D'aquesta forma, la companyia cinematogràfica de Pathé va ser la primera a integrar verticalment les tres diferents branques en les quals es divideix la indústria del cinema -producció, distribució i exhibició-, model que se segueix utilitzant en l'actualitat. Pathé Frères, doncs, es va convertir en un monopoli mai igualat a cap altre país.
A més, Pathé va crear un sistema de producció mitjançant agències, on cadascuna d'elles, amb una certa autonomia, elaborava pel·lícules adaptades als gustos específics de cada regió on s'anava a vendre el producte. Utilitzant aquest mètode, l'any 1906 es va inaugurar la Hispano Films a Barcelona, en la qual treballava Segundo de Chomón. L'any 1910 Pathé va entrar en el mercat nord-americà amb Pathé Amèrica, vinculada al Trust de la Motion Pictures Patent d'Edison. Tres anys després va construir els seus estudis a Nova York.
L'any 1930, Charles Pathé es va retirar dels assumptes cinematogràfics, després de cedir les seues accions a Bernard Natan. Però la societat Pathé Natan va desaparèixer ràpidament. Segons algunes fonts, l'empresa cinematogràfica va desaparéixer degut a dubtoses operacions financeres que van conduir a l'arrest de Natan. No obstant això, és més probable que Bernard Natan fóra víctima de l'antisemitisme dels anys 30. La societat Nouvelle Pathé Cinéma va perdurar encara 50 anys fins que va ser adquirida l'any 1992 per la societat Chargeurs.

## Filmografia
Aquestes són algunes de les pel·lícules que va produir Charles Pathé:
- L'ídol al túnel (1901)
- Història d'un crimen (1901)
- Les víctimes de l'alcohol (1902)
- La passió (1902)
- Passió y mort del Nostre Senyor Jesucrist (1902)
- La vaga (1903)
- L'assassinat del duc de Guisa (1904)
- Viatge a través l'impossible (1904)
- La revolució a Rúsia (1905)
- L'amant de la lluna (1905)
- Alí Babà i els quaranta lladres (1907)
- Els gossos i els seus servicis (1908)
- El debut de Max al cinema (1910)
- Jo acuse (1919)
- La roda (1922)